# 菲果蝠
菲果蝠属（學名：Aethalops），哺乳綱、翼手目、狐蝠科菲果屬下的單屬種，而與菲果蝠同科的動物尚有番果蝠、豕果蝠等之數種哺乳動物。

## 下属物种
本属包括以下物种：
- Aethalops aequalis G.M.Allen, 1938
- 菲果蝠 Aethalops alecto (Thomas, 1923)